# Ялтинский горно-лесной природный заповедник
Я́лтинский го́рно-лесно́й приро́дный запове́дник (укр. Ялтинський гірсько-лісовий природний заповідник, крымскотат. Yalta dağ-orman tabiat qoruğı, Ялта дагъ-орман табиат къоругъы) — природный заповедник в Крыму. Территория заповедника навечно изъята из хозяйственной эксплуатации, её использование допускается только с научными целями или для обеспечения сохранения, приумножения богатств заповедника.
Кроме природоохранной и научно-исследовательской, важной частью работы заповедника является эколого-просветительская деятельность. Сотрудниками заповедника разработаны специальные эколого-просветительские маршруты и тропы.
В состав заповедника входит 4 научно-исследовательских природоохранных отделения (НИПОО) (Оползневское, Гурзуфское, Ливадийское, Алупкинское).
На территории заповедника расположены такие достопримечательные объекты как вершина (зубцы) горы Ай-Петри (1234 м), пещера Трёхглазка, водопад Учан-Су и перевал Чертова лестница (Шайтан-Мердвен).

## География и климат заповедника
Заповедник простирается вдоль побережья Чёрного моря полосой с юго-запада на северо-восток от Фороса до Гурзуфа на 40 км, максимальная ширина заповедника с севера на юг — 23 км. В состав территории заповедника входит также небольшая часть побережья Черного моря. Наивысшая точка заповедника — гора Демир-Капу (1540 м.). Физико-географически территория заповедника входит в состав Главной горной гряды Крымских гор, а также частично Крымской южнобережной субсредиземноморской области.

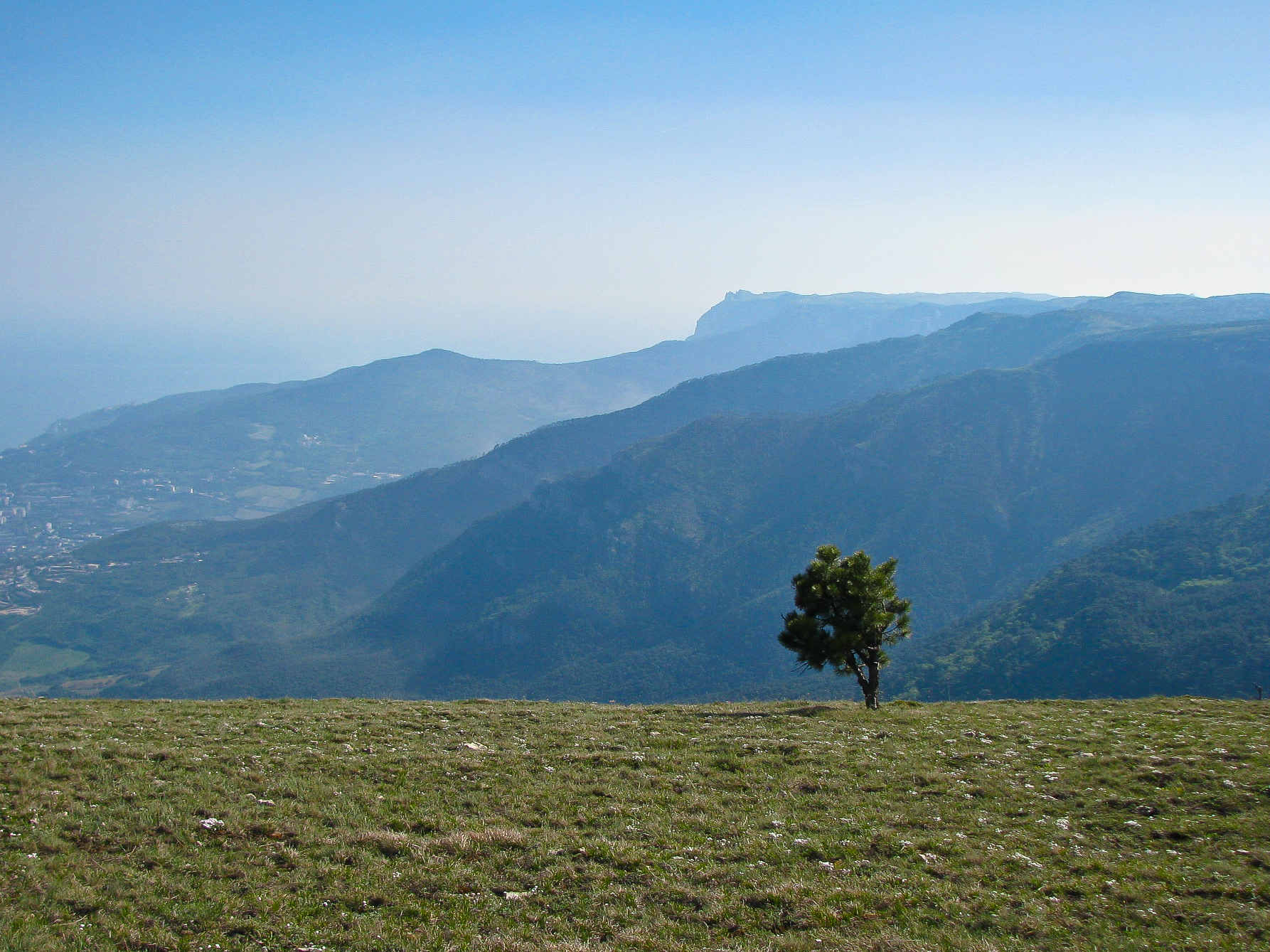
Вид на южные отроги Ялтинской яйлы, входящие в состав заповедника, с юго-западных склонов верхней части хребта Баланын-Каясы. Вблизи справа — Лапатинский отрог, за ним — отрог Кизил-Кая, далее отрог Иограф. Вдали слева видна вершина Могаби; вдали по центру — зубцы Ай-Петри.

Заповедник занимает южный склон Главной гряды, простирающийся с юго-запада на северо-восток и сложенный породами разных возрастов — от тёмно-серых триасовых сланцев, перекрытых юрскими известняками, формирующими гряду до четвертичных лёссов. Верхняя и средняя часть склонов крутые, часто обрывистые, нижние — пологие, сильно расчленённые долинами и ущельями.
Верхняя часть гряды занята яйлами Ай-Петринской и Ялтинской и представляет собой холмистое плоскогорье шириной от нескольких сотен метров до 5-7 км с карстовыми впадинами и котловинами (всего на территории заповедника около 200 карстовых пустот).
Климат заповедника в нижней части близок к средиземноморскому, в верхней части заповедника климат умеренный, влажный. Среднегодовая температура — +13 °C, средняя температура января — +3,5 °C, июля — +24 °C. Безморозный период длится 247 дней, среднее количество дней со снеговым покровом — 11. Среднегодовое количество осадков — 550—560 мм. На яйлах климат умеренно прохладный горный: среднегодовая температура +5,7 °C, средняя температура января — −4 °C, июля — +15,4 °C. Безморозный период имеет продолжительность 150—160 дней, снежный покров держится 110 дней, среднегодовое количество осадков 960—1050 мм.

## Природа заповедника
Около 75 % территории заповедника занимают леса. Их в заповеднике три основных пояса.
Первый — растущий на нижних, приморских склонах (от побережья до высоты 400—450 м над уровнем моря), лес дуба пушистого с отдельными вкраплениями рощ можжевельника высокого и фисташки туполистной. После вырубок основные породы пояса часто заменяют заросли держидерева колючего и грабинника восточного. Второй пояс с высоты 400 м до 900 м составляет лес, сложенный сосной крымской с примесью дуба скалистого, граба, ясеня. Третий лесной пояс от 900 м составляют сосново-буковые леса.
На яйлах преобладают горно-степные и луговые растительные сообщества.
Всего в заповеднике произрастает около 1363 видов сосудистых растений, что составляет 65 % видов Горного Крыма или 28 % видов Украины. Среди растений много эндемичных видов — гвоздика низкая, вьюнок крымский, соболевския камнелюбка, крапива глухая голая, чина пальчатая, пион крымский, герань крымская, солнцецвет Стевена, дубровник яйлинский, проломник крымский и много других.
Кроме того, флора заповедника включает 78 видов редких растений, занесенных в Красную книгу Украины: краекучник персидский, адиантум венерин волос, можжевельник высокий, прострел крымский (сон-трава), ясколка Биберштейна, смолка зелёноцветная, пион крымский, фиалка крымская, ладанник крымский, соболевския сибирская, земляничник мелкоплодный, фисташка туполистная, аденофора крымская и много видов орхидных.
По сравнению с флорой, фауна позвоночных заповедника гораздо менее богата. Больше всего здесь обитает видов птиц — 150, из которых наиболее примечательны — сапсан, черноголовая сойка, орёл-могильник, дятел, чёрный дрозд, зяблик, щегол, горная овсянка, лазоревка, клёст, чиж и др., на втором месте по разнообразию млекопитающие — их 37 видов — такие как косуля европейская, крымский подвид благородного оленя, муфлон, крымский подвид лисицы, барсук, крымский подвид ласки, белодушка, заяц-русак. Рептилий, обитающих в заповеднике насчитывается 16 видов, к ним относятся крымский геккон и крымская ящерица, медянка, леопардовый и полозы, желтопузик. Видовой состав земноводных ограничен всего 4 видами: гребенчатый тритон, квакша, озёрная лягушка, зелёная жаба.
Несколько видов животных, обитающих в заповеднике, занесены в Красную книгу Украины. Это такие виды рукокрылых как: большой и малый подковонос, ночницы Наттерера и трехцветная, вечерницы, нетопыри, а также представитель отряда насекомоядных — малая кутора и один вид семейства куньих — барсук. Беспозвоночные краснокнижные животные представлены насекомыми: крымская жужелица, махаон, поликсена, сатир эвксинский и др. Общее число видов краснокнижной фауны заповедника — 30.

## История
Ялтинский горно-лесной государственный заповедник был создан согласно постановлению Совета Министров УССР 20 февраля 1973 года на базе Ялтинского лесхоза. В 1992 году заповедник получил нынешнее название. Площадь заповедника по состоянию на 2013 и 2014 годы составляла 14 523 га.
После аннексии Крыма российские власти полуострова приняли постановление о национализации заповедника, входившего до того в ведение Государственного агентства лесных ресурсов Украины. Заповедник был отнесён к ведению Государственного комитета по лесному и охотничьему хозяйству Республики Крым, а после его упразднения — к ведению Министерства экологии и природных ресурсов РК. 27 апреля 2018 года Совет министров Республики Крым изменил площадь заповедника, в ведении которого теперь осталось 14 459,5783 га. 13 сентября 2018 года правительство России наделило заповедник федеральным статусом и отнесло его к ведению Минприроды России.